# GLAY Acoustic Live in 日本武道館 produced by JIRO
『GLAY Acoustic LIVE in 日本武道館 Produced by JIRO』（グレイ・アコースティックライブ イン にっぽんぶどうかん プロデュースド バイ ジロー）は、GLAYが2004年11月3日にリリースしたライブDVD。

## 概要
『GLAY ARENA TOUR 2000 “HEAVY GAUGE” in SAITAMA SUPER ARENA』『GLAY EXPO 2001 “GLOBAL COMMUNICATION” in TOKYO STADIUM』と同時に発売された。さらにこの3作とボーナス・ディスクがセットになった『LIVE DVD BOX vol.1 (includes LIVE DVD 3 Titles & GLAY Perfect Data 1994-2004)』も同時発売された。
1999年に行われた、JIROプロデュースのファンクラブ限定ライブの模様を収録している。しかし、この日のタイトルだった「UNPLUGGED in 日本武道館」というタイトルが諸事情で使用できず、この作品名に落ち着いた。

## 収録曲
LIVE DISC
1. May Fair
2. Savile Row 〜サヴィル ロウ 3番地〜
3. 毒ロック
4. COME ON!!
5. 出逢ってしまった2人
6. HOWEVER
7. カナリヤ
8. HAPPINESS
9. ルシアン・ヒルの上で
10. ビリビリクラッシュメン
11. FRIEDCHICKEN & BEER
12. 都忘れ
13. a Boy〜ずっと忘れない〜
14. Will Be King
15. SHUTTER SPEEDSのテーマ

EXTRA DISC
- JIROの当時のインタビュー映像
- 1999年12月12日に行われた、大阪御堂会館でのLIVE映像